# Championnats du monde de ski nordique
Les Championnats du monde de ski nordique, en anglais FIS Nordic World Ski Championships, est une compétition bi-annuelle de ski nordique organisé par la FIS qui se tient depuis 1925. Ces championnats regroupent des épreuves de trois disciplines : ski de fond, saut à ski et combiné nordique. Le biathlon, autre discipline de ski nordique, possède ses propres championnats du monde.

## Histoire
Les premiers Jeux olympiques d'hiver de 1924 à Chamonix incorporent les compétitions de ski nordique, les médaillés olympiques sont également considérés champions du monde. La première édition non officielle s'est tenue en 1925, avec une compétition appelé Rendez-vous Races. La compétition se tient alors tous les ans (sauf année olympique) jusqu'au début de la Seconde Guerre mondiale, en 1939. Après la guerre, les championnats prennent place tous les quatre ans les années paires en alternance avec les Jeux olympiques. La première édition officiellement reconnue par la FIS a lieu en 1950 à Rumford et Lake Placid (États-Unis). Les mondiaux s'ouvrent aux femmes dès l'édition suivante en 1954. Jusqu'en 1984, les épreuves de ski nordique des Jeux olympiques d'hiver sont considérées comme des championnats du monde. En 1985, les championnats du monde deviennent biannuels et ont lieu désormais les années impaires.

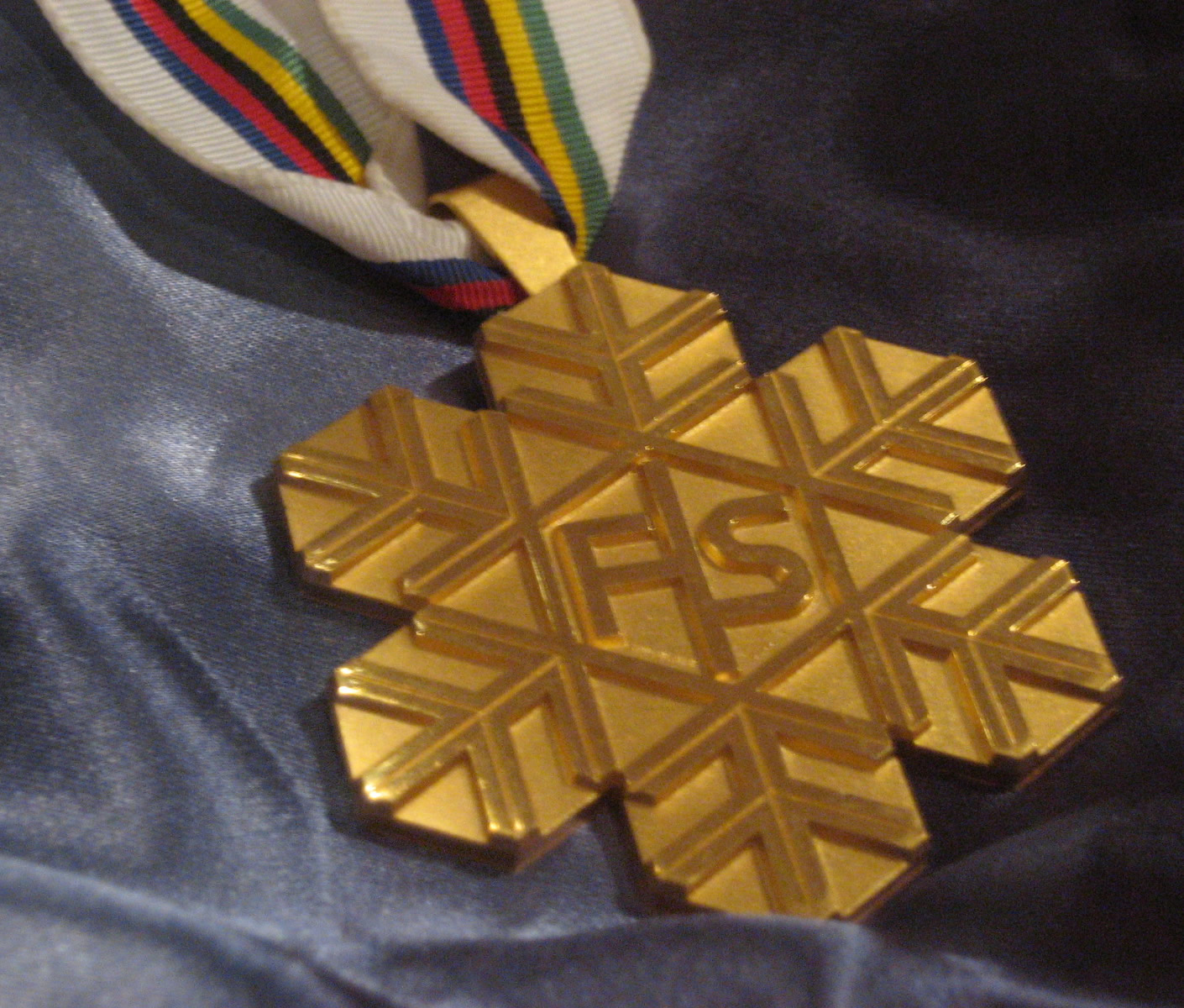
Médaille d'or de la FIS

## Disciplines
Les Championnats du monde de ski nordique sont composés de trois disciplines :
- Combiné nordique
- Saut à ski
- Ski de fond

Pour consulter l'ensemble des résultats par disciplines, consulter les articles suivants :

## Éditions
| #  | Année | Lieu                          | Date                  | Site                                                        | Pays                     | NB d'épreuves |
| -- | ----- | ----------------------------- | --------------------- | ----------------------------------------------------------- | ------------------------ | ------------- |
| 1  | 1925  | Janské Lázně                  | 4 – 14 février        | —                                                           | Tchécoslovaquie          | 4             |
| 2  | 1926  | Lahti                         | 4 – 6 février         | Salpausselkä                                                | Finlande                 | 4             |
| 3  | 1927  | Cortina d'Ampezzo             | 2 – 5 février         | Tremplin Italia                                             | Italie                   | 4             |
| 4  | 1929  | Zakopane                      | 5 – 9 février         | —                                                           | Pologne                  | 4             |
| 5  | 1930  | Oslo                          | 27 février – 1er mars | Holmenkollen                                                | Norvège                  | 4             |
| 6  | 1931  | Oberhof                       | 13 – 15 février       | —                                                           | Allemagne                | 4             |
| 7  | 1933  | Innsbruck                     | 8 – 12 février        |                                                             | Autriche                 | 5             |
| 8  | 1934  | Sollefteå                     | 20 – 25 février       | Hallstabacken (sv)                                          | Suède                    | 5             |
| 9  | 1935  | Vysoké Tatry                  | 13 – 18 février       |                                                             | Tchécoslovaquie (2)      | 5             |
| 10 | 1937  | Chamonix                      | 12 – 28 février       | Tremplin olympique du Mont Stade Olympique                  | France                   | 5             |
| 11 | 1938  | Lahti (2)                     | 24 – 28 février       | Salpausselkä                                                | Finlande (2)             | 5             |
| 12 | 1939  | Zakopane (2)                  | 11 – 19 février       | —                                                           | Pologne (2)              | 5             |
| —  | 1941  | Cortina d'Ampezzo (2)         | 1 – 10 février        | Tremplin Italia                                             | Italie (2)               | 5             |
| 13 | 1950  | Lake Placid (SS) Rumford (SF) | 1 – 6 février         | Intervales —                                                | États-Unis               | 5             |
| 14 | 1954  | Falun                         | 13 – 21 février       | Tremplins de Lugnet                                         | Suède (2)                | 8             |
| 15 | 1958  | Lahti (3)                     | 1 – 9 mars            | Salpausselkä                                                | Finlande (3)             | 8             |
| 16 | 1962  | Zakopane (3)                  | 18 – 25 février       | —                                                           | Pologne (3)              | 10            |
| 17 | 1966  | Oslo (2)                      | 17 – 27 février       | Holmenkollen                                                | Norvège (2)              | 10            |
| 18 | 1970  | Vysoké Tatry (2)              | 14 – 22 février       | Štrbské pleso                                               | Tchécoslovaquie (3)      | 10            |
| 19 | 1974  | Falun (2)                     | 16 – 24 février       | Tremplins de Lugnet                                         | Suède (3)                | 10            |
| 20 | 1978  | Lahti (4)                     | 18 – 26 février       | Salpausselkä                                                | Finlande (4)             | 11            |
| 21 | 1980  | Falun (3)                     | 8 mars                | Tremplins de Lugnet                                         | Suède (4)                | 1 (JO)        |
| 22 | 1982  | Oslo (3)                      | 19 – 28 février       | Holmenkollen                                                | Norvège (3)              | 13            |
| 23 | 1984  | Engelberg (SS) Rovaniemi (CN) | 26 février 17 mars    | Grand tremplin de Titlis –                                  | Suisse Finlande (5)      | 2 (JO)        |
| 24 | 1985  | Seefeld                       | 16 – 27 Jan           | Centre nordique de Seefeld Tremplin de Bergisel (Innsbruck) | Autriche (2)             | 13            |
| 25 | 1987  | Oberstdorf                    | 12 – 21 février       | Tremplins de Schattenberg Birgsautal                        | Allemagne de l'Ouest (2) | 13            |
| 26 | 1989  | Lahti (5)                     | 17 – 26 février       | Salpausselkä                                                | Finlande (6)             | 15            |
| 27 | 1991  | Val di Fiemme                 | 7 – 17 février        | Lago di Tesero Tremplins Giuseppe dal Ben                   | Italie (3)               | 15            |
| 28 | 1993  | Falun (4)                     | 19 – 28 février       | Tremplins de Lugnet                                         | Suède (5)                | 15            |
| 29 | 1995  | Thunder Bay                   | 9 – 19 mars           | Big Thunder (en)                                            | Canada                   | 15            |
| 30 | 1997  | Trondheim                     | 21 février – 2 mars   | Tremplin de Granåsen                                        | Norvège (4)              | 15            |
| 31 | 1999  | Ramsau                        | 19 – 28 février       | Ramsau am Dachstein Tremplin Ausserleitner (Bischofshofen)  | Autriche (3)             | 16            |
| 32 | 2001  | Lahti (6)                     | 15 – 25 février       | Salpausselkä                                                | Finlande (7)             | 19            |
| 33 | 2003  | Val di Fiemme (2)             | 18 février – 1er mars | Lago di Tesero Tremplins Giuseppe dal Ben                   | Italie (4)               | 18            |
| 34 | 2005  | Oberstdorf (2)                | 16 – 27 février       | Tremplins de Schattenberg / Ried                            | Allemagne (3)            | 19            |
| 35 | 2007  | Sapporo                       | 22 février – 4 mars   | Miyanomori / Okurayama Shirahatayama (en) / Sapporo Dome    | Japon                    | 18            |
| 36 | 2009  | Liberec                       | 18 février – 1er mars | Ještěd / Vesec                                              | Tchéquie (4)             | 20            |
| 37 | 2011  | Oslo (4)                      | 23 février – 6 mars   | Holmenkollen                                                | Norvège (5)              | 21            |
| 38 | 2013  | Val di Fiemme (3)             | 20 février – 3 mars   | Lago di Tesero Tremplins Giuseppe dal Ben                   | Italie (5)               | 21            |
| 39 | 2015  | Falun (5)                     | 18 février – 1er mars | Tremplins de Lugnet                                         | Suède (6)                | 21            |
| 40 | 2017  | Lahti (7)                     | 22 février – 5 mars   | Salpausselkä                                                | Finlande (8)             | 21            |
| 41 | 2019  | Seefeld (2)                   | 20 février – 3 mars   | Centre nordique de Seefeld Tremplin de Bergisel (Innsbruck) | Autriche (4)             | 22            |
| 42 | 2021  | Oberstdorf (3)                | 23 février – 7 mars   | Tremplins de Schattenberg / Ried                            | Allemagne (4)            | 24            |
| 43 | 2023  | Planica                       | 22 février – 5 mars   | Centre nordique de Planica (en) Bloudkova velikanka         | Slovénie                 | 25            |
| 44 | 2025  | Trondheim (2)                 | 19 février – 2 mars   | Tremplin de Granåsen                                        | Norvège (6)              | 26            |
| 45 | 2027  | Falun (6)                     | 24 février – 7 mars   | Tremplins de Lugnet                                         | Suède (7)                | 27            |

## Tableau des médailles
| Rang  | Nation                  | Or  | Argent | Bronze | Total |
| ----- | ----------------------- | --- | ------ | ------ | ----- |
| 1     | Norvège                 | 171 | 130    | 124    | 425   |
| 2     | Finlande                | 63  | 73     | 69     | 205   |
| 3     | Suède                   | 52  | 52     | 54     | 158   |
| 4     | Allemagne               | 42  | 50     | 31     | 123   |
| 5     | Union soviétique        | 36  | 32     | 24     | 92    |
| 6     | Autriche                | 28  | 29     | 39     | 96    |
| 7     | Russie                  | 26  | 32     | 31     | 89    |
| 8     | Allemagne de l'Est      | 12  | 15     | 11     | 38    |
| 9     | Pologne                 | 12  | 7      | 13     | 32    |
| 10    | Italie                  | 11  | 23     | 24     | 58    |
| 11    | Japon                   | 10  | 14     | 18     | 42    |
| 12    | États-Unis              | 8   | 4      | 7      | 19    |
| 13    | Tchécoslovaquie         | 7   | 12     | 11     | 30    |
| 14    | France                  | 6   | 4      | 15     | 25    |
| 15    | Suisse                  | 4   | 6      | 8      | 18    |
| 16    | Slovénie                | 4   | 4      | 9      | 17    |
| 17    | Tchéquie                | 3   | 6      | 6      | 15    |
| 18    | Estonie                 | 3   | 5      | 2      | 10    |
| 19    | Kazakhstan              | 3   | 2      | 4      | 9     |
| 20    | Canada                  | 3   | 1      | 3      | 7     |
| 21    | Russian Ski Federeation | 1   | 3      | 1      | 5     |
| 22    | Espagne                 | 1   | 1      | 0      | 2     |
| 23    | Yougoslavie             | 1   | 0      | 0      | 1     |
| 24    | Biélorussie             | 0   | 1      | 0      | 1     |
| 24    | Slovaquie               | 0   | 1      | 0      | 1     |
| 26    | Ukraine                 | 0   | 0      | 2      | 2     |
| Total | Total                   | 507 | 507    | 506    | 1520  |

## Athlètes multi-médaillés
Les caractères en gras désignent les athlètes actifs et le nombre de médailles les plus élevés parmi tous les athlètes (y compris ceux qui ne figurent pas dans ces tableaux) par type. 

### Toutes épreuves
| Rang | Athlète                    | Nation                  | Sexe | Discipline       | Début | Fin  | Or | Argent | Bronze | Total |
| ---- | -------------------------- | ----------------------- | ---- | ---------------- | ----- | ---- | -- | ------ | ------ | ----- |
| 1    | Marit Bjørgen              | Norvège                 | F    | Ski de fond      | 2003  | 2017 | 18 | 5      | 3      | 26    |
| 2    | Johannes Høsflot Klæbo     | Norvège                 | M    | ski de fond      | 2017  | 2025 | 15 | 2      | 1      | 18    |
| 3    | Elena Välbe                | Union soviétique Russie | F    | Ski de fond      | 1989  | 1997 | 14 | 3      | –      | 17    |
| 4    | Therese Johaug             | Norvège                 | F    | Ski de fond      | 2007  | 2021 | 14 | 2      | 3      | 19    |
| 5    | Petter Northug             | Norvège                 | M    | Ski de fond      | 2007  | 2015 | 13 | 3      | –      | 16    |
| 6    | Larisa Lazutina (Ptitsyna) | Union soviétique Russie | F    | Ski de fond      | 1987  | 2001 | 11 | 3      | 2      | 16    |
| 4    | Bjørn Dæhlie               | Norvège                 | M    | Ski de fond      | 1991  | 1999 | 9  | 5      | 3      | 17    |
| 8    | Jarl Magnus Riiber         | Norvège                 | M    | Combiné nordique | 2019  | 2023 | 8  | 3      | –      | 11    |
| 9    | Thomas Morgenstern         | Autriche                | M    | Saut à ski       | 2005  | 2013 | 8  | 2      | 1      | 11    |
| 10   | Eric Frenzel               | Allemagne               | M    | Combiné nordique | 2011  | 2022 | 7  | 8      | 3      | 18    |

### Épreuves individuelles

#### Hommes
| Rang | Athlète                | Nation                      | Discipline       | Début | Fin  | Or | Argent | Bronze | Total |
| ---- | ---------------------- | --------------------------- | ---------------- | ----- | ---- | -- | ------ | ------ | ----- |
| 1    | Johannes Høsflot Klæbo | Norvège                     | Ski de fond      | 2017  | 2025 | 7  | 2      | 1      | 10    |
| 2    | Petter Northug         | Norvège                     | Ski de fond      | 2009  | 2015 | 7  | 2      | –      | 9     |
| 3    | Bjørn Dæhlie           | Norvège                     | Ski de fond      | 1991  | 1999 | 5  | 4      | 3      | 12    |
| 4    | Gunde Svan             | Suède                       | Ski de fond      | 1985  | 1991 | 5  | 2      | –      | 7     |
| 5    | Vladimir Smirnov       | Union soviétique Kazakhstan | Ski de fond      | 1989  | 1995 | 4  | 3      | 3      | 10    |
| 6    | Mika Myllylä           | Finlande                    | Ski de fond      | 1995  | 1999 | 4  | 2      | 2      | 8     |
| 7    | Ronny Ackermann        | Allemagne                   | Combiné nordique | 2001  | 2007 | 4  | 1      | 1      | 6     |
| 7    | Adam Małysz            | Pologne                     | Saut à ski       | 2001  | 2011 | 4  | 1      | 1      | 6     |
| 9    | Jarl Magnus Riiber     | Norvège                     | Combiné nordique | 2019  | 2023 | 4  | 1      | –      | 5     |
| 10   | Eric Frenzel           | Allemagne                   | Combiné nordique | 2011  | 2019 | 3  | 1      | 1      | 5     |
| 10   | Johannes Rydzek        | Allemagne                   | Combiné nordique | 2011  | 2017 | 3  | 1      | 1      | 5     |

#### Femmes
| Rang | Athlète                    | Nation                  | Discipline  | Début | Fin  | Or | Argent | Bronze | Total |
| ---- | -------------------------- | ----------------------- | ----------- | ----- | ---- | -- | ------ | ------ | ----- |
| 1    | Marit Bjørgen              | Norvège                 | Ski de fond | 2003  | 2017 | 12 | 4      | 1      | 17    |
| 2    | Elena Välbe                | Union soviétique Russie | Ski de fond | 1989  | 1997 | 10 | 2      | –      | 12    |
| 3    | Therese Johaug             | Norvège                 | Ski de fond | 2007  | 2021 | 10 | 1      | 3      | 14    |
| 4    | Larisa Lazutina (Ptitsyna) | Union soviétique Russie | Ski de fond | 1987  | 2001 | 5  | 3      | 2      | 10    |
| 5    | Bente Skari (Martinsen)    | Norvège                 | Ski de fond | 1999  | 2003 | 5  | –      | –      | 5     |
| 6    | Stefania Belmondo          | Italie                  | Ski de fond | 1991  | 1999 | 4  | 4      | 1      | 9     |
| 7    | Alevtina Kolchina          | Union soviétique        | Ski de fond | 1958  | 1966 | 4  | 1      | –      | 5     |
| 8    | Galina Kulakova            | Union soviétique        | Ski de fond | 1970  | 1980 | 3  | 1      | 1      | 5     |
| 9    | Justyna Kowalczyk          | Pologne                 | Ski de fond | 2009  | 2013 | 2  | 3      | 2      | 7     |
| 10   | Marjo Matikainen           | Finlande                | Ski de fond | 1987  | 1989 | 2  | 2      | 2      | 6     |